# يوشيكازو تاناكا
يوشيكازو تاناكا (باليابانية: 田中良和؛ بالكانا: たなか よしかず) هو شخصية أعمال ياباني، ولد في 18 فبراير 1977 في ميتاكا في اليابان.